# Moulay Bouzarqtoune
Moulay Bouzarqtoune  (in arabo مولاي بوزرقطون‎?) è un centro abitato e comune rurale del Marocco situato nella provincia di Essaouira, regione di Marrakech-Safi. Conta una popolazione di 6 069 abitanti (censimento 2014).